# エドワーズ郡 (カンザス州)
エドワーズ郡 (Edwards County 標準略語：ED) は、アメリカ合衆国カンザス州に位置する郡である。2000年現在、人口は3,449人である。最大都市及び郡庁所在地はw:Kinsley, Kansasである。

## 地理
アメリカ合衆国統計局によると、この郡は総面積1,611 km² (622 mi²) である。このうち1,611 km² (622 mi²) が陸地で0 km² (0 mi²) が水面である。総面積の0.01%が水面となっている。

### 隣接する郡
- ポーニー郡 (カンザス州)(Pawnee County)（北）
- スタッフォード郡 (カンザス州)（東）
- プラット郡 (カンザス州)（南東）
- カイオワ郡 (カンザス州)(Kiowa County)（南）
- フォード郡 (カンザス州)（南西）
- ホッジマン郡 (カンザス州)（北西）

## 人口動静
2000年現在の国勢調査で、この郡は人口3,449人、1,455世帯、及び955家族が暮らしている。人口密度は2/km² (6/mi²) である。1/km² (3/mi²) の平均的な密度に1,754軒の住宅が建っている。この郡の人種的な構成は白人92.52%、アフリカン・アメリカン0.32%、先住民0.49%、アジア0.32%、太平洋諸島系0.00%、その他の人種5.57%、及び混血0.78%である。ここの人口の9.71%はヒスパニックまたはラテン系である。
この郡内の住民は24.60%が18歳未満の未成年、18歳以上24歳以下が6.70%、25歳以上44歳以下が25.10%、45歳以上64歳以下が22.80%、及び65歳以上が20.80%にわたっている。中央値年齢は41歳である。女性100人ごとに対して男性は97.50人である。18歳以上の女性100人ごとに対して男性は95.80人である。
この郡の世帯ごとの平均的な収入は30,530米ドルであり、家族ごとの平均的な収入は38,250米ドルである。男性は27,050米ドルに対して女性は20,132米ドルの平均的な収入がある。この郡の一人当たりの収入 (per capita income) は17,586米ドルである。人口の10.40%及び家族の7.00% は貧困線以下である。全人口のうち18歳未満の14.40%及び65歳以上の8.00%は貧困線以下の生活を送っている。

## 都市及び町

### 一体化した都市
人口 > 1,000人
- Kinsley (郡庁所在地)

人口 < 1,000人
- Lewis
- Offerle
- Belpre

### 地方自治体に組み込まれないコミュニティー
- Centerview
- Fellsburg
- Trousdale

## 郡区
エドワーズ郡は10郡区に分けられる。Kinsley は governmentally independent と見なされており、郡区向けの国勢調査外観から除外されている。以下の表内の人口中心は、もしかなりの数ならば、郡区の人口総計を含む最大都市である。